# Krai de Tarnópol
El krai de Tarnópol (en ruso: Тарнопольский край) fue una unidad administrativa y territorial del Imperio ruso, existente entre 1809 y 1815. Se situaba en las tierras orientales de Galitzia. Estaba habitado por cerca de 400 000 personas. Su capital era la ciudad de Tarnópol (actual Ternópil).

## Organización administrativa
El krai formaba parte de los actuales raiones de Borshchivskyi, Zalischyky, Pidvolochysk, Terebovlya, Ternópil, Chertkovsky, Zbarazh, así como las aldeas individuales de los raiones de Buchach, Zboriv, Kozova y Pidgaetskogo.
El krai de Tarnopol estaba dividido en dos distritos (Tarnópol y Zalischyky) y en 1814 se creó el de Terebovlya.

## Historia
Durante el año 1809 Podolia Occidental cambió cuatro veces de poder: en primer lugar, perteneció a Austria, a continuación a las autoridades militares de los franceses y galitzios, luego al gobierno de la administración del distrito de Ternópil bajo el patrocinio de los emperadores Francisco I y Napoleón I, y desde el 20 de junio de 1809 de nuevo a los austríacos.
A partir del 28 de junio y hasta el 14 de diciembre fue establecido un poder civil ruso y austríaco. En virtud del Tratado de Schönbrunn, que ponía fin a la guerra de la Quinta Coalición. Podolia Occidental (sin la ciudad de Brody) pasó a Rusia.
Según el acuerdo del 3 de mayo de 1815 el Congreso de Viena decretó que la "región de Tarnópol" fuera devuelta al Imperio de Austria, que tomó posesión de la misma el 6 de agosto.